# 피터 리즈

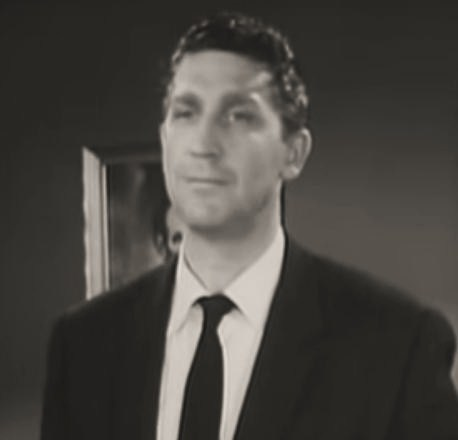

피터 리즈(Peter Leeds, 1917년 5월 30일 ~ 1996년 11월 12일)는 미국의 배우, 성우이다.
베이온에서 태어났으며 로스앤젤레스에서 사망하였다.

## 출연 작품
- 드라그넷 (1987년)
- 위드 식스 유 겟 애그롤 (1968년)
- 할로우 (1965년)
- 아윌 테이크 스웨덴 (1965년)
- 휠러 딜러 (1963년)
- 미스터 에드 (1961년)
- 팩츠 오브 라이프 (1960년)
- 애정의 고빗길 (1960)
- 차와 동정 (1956년)
- 베스트 씽스 인 라이프 알 프리 (1956년)
- 히트 더 덱 (1955년)
- 언제나 맑음 (1955년)
- 중단된 멜로디 (1955년)
- 크라이 투마로우 (1955년)
- 사랑하거나 떠나거나 (1955년)
- 최후의 증인 (1955년)
- 아데나 (1954년)
- OK 부부의 신혼 여행 (1954년)
- 제17 포로수용소 (1953년)
- 사랑하는 시바여 돌아오라 (1952년)
- 프로그먼 (1951년)
- 돈 윈슬로 오브 더 네이비 (1942년)
- 프라이오러티스 온 퍼레이드 (1942년)
- 내 사랑 마녀 (1942년)

### 텔레비전
- 하와이 5-0수사대 (1968년)
- 왈가닥 루시 (1951년)
- 제12순찰대 (1968년)
- 보난자 (1959년)
- 선셋 77번가 (1958년)
- 페리 메이슨 (1957년)